# Bukrejewka (Kamyschi)
Bukrejewka (russisch Букреевка) ist ein Dorf (derewnja) in der Oblast Kursk in Russland. Es gehört zum Rajon Kursk und zur Landgemeinde (selskoje posselenije) Kamyschinski selsowjet.

## Geographie
Der Ort liegt gut 6 Kilometer Luftlinie nordöstlich des Oblastverwaltungszentrums Kursk im südwestlichen Teil der Mittelrussischen Platte, 4 Kilometer vom Sitz des Dorfsowjet – Kamyschi, 103 Kilometer vor Grenze zwischen Russland und der Ukraine.

### Klima
Das Klima im Ort ist wie im Rest des Rajons kalt und gemäßigt. Es gibt während des Jahres eine erhebliche Niederschlagsmenge. Dfb lautet die Klassifikation des Klimas nach Köppen und Geiger.

## Bevölkerungsentwicklung
| Jahr | Einwohner |
| ---- | --------- |
| 2002 | 696       |
| 2010 | ▼669      |

Anmerkung: Volkszählungsdaten

## Verkehr
Bukrejewka liegt 9 Kilometer vor Fernstraße föderaler Bedeutung M2 „Krim“ (ein Teil der Europastraße E105), an der Straße regionaler Bedeutung 38K-018 (Kursk – Ponyri), an der Straße interkommunaler Bedeutung 38N-724 (38K-018 – Tschurilowo) und in der Nähe der Eisenbahnhaltestelle 521 km (Eisenbahnstrecke Orjol – Kursk) entfernt.
Der Ort liegt 133 Kilometer vom internationalen Flughafen von Belgorod entfernt.